# Nazionale femminile di hockey su pista degli Stati Uniti d'America
La nazionale di hockey su pista femminile degli Stati Uniti d'America è la selezione femminile di hockey su pista che rappresenta gli Stati Uniti d'America in ambito internazionale.

Attiva dal 1992, opera sotto la giurisdizione della Federazione di pattinaggio degli Stati Uniti.

## Risultati

### Campionato del mondo
| Edizione | Sede/i            | Piazzamento | G  | V | N | P |      |
| 1992     | Springe           | 9º posto    | 11 | 4 | 0 | 7 | Rosa |
| 1994     | Tavira            | 7º posto    | 7  | 2 | 1 | 4 | Rosa |
| 1996     | Sertãozinho       | 5º posto    | 8  | 4 | 0 | 4 | Rosa |
| 1998     | Buenos Aires      | 7º posto    | 7  | 3 | 1 | 3 | Rosa |
| 2000     | Marl              | 8º posto    | 6  | 1 | 1 | 4 | Rosa |
| 2002     | Paços de Ferreira | 7º posto    | 6  | 3 | 0 | 3 | Rosa |
| 2004     | Wuppertal         | 8º posto    | 6  | 1 | 1 | 4 | Rosa |
| 2006     | Santiago del Cile | 7º posto    | 4  | 1 | 0 | 3 | Rosa |
| 2008     | Honjō             | 4º posto    | 5  | 2 | 0 | 3 | Rosa |
| 2010     | Alcobendas        | 8º posto    | 6  | 2 | 0 | 4 | Rosa |
| 2012     | Recife            | 10º posto   | 7  | 4 | 0 | 3 | Rosa |
| 2014     | Tourcoing         | 12º posto   | 6  | 1 | 0 | 5 | Rosa |

### Coppa America
| Edizione | Sede/i            | Piazzamento      | G | V | N | P |      |
| 2006     | Santiago del Cile | Non partecipante | - | - | - | - | n.d. |
| 2007     | Santiago del Cile | 4º posto         | 4 | 1 | 0 | 3 | Rosa |
| 2010     | Vic               | 6º posto         | 5 | 0 | 0 | 5 | Rosa |
| 2011     | Sertãozinho       | Non partecipante | - | - | - | - | n.d. |